# Utetheisa borbonula
Utetheisa borbonula là một loài bướm đêm thuộc phân họ Arctiinae, họ Erebidae.